# Bojana (reka)
Bojana (albansko Bunë, črnogorsko Бојана), reka v Albaniji in Črni gori. 
Bojana je odtok iz Skadrskega jezera. Dolga je 43 km, s povprečnim letnim pretokom 200 m³/sek. Na njen pretok vpliva delovanje hidroelektrarn na reki Drim v Albaniji. Večji del je obmejna reka. V Črno goro priteče v bližini albanskega naselja Goricë. Skozi Črno goro teče v dolžini 24 km. Izliva se v Jadransko morje na skrajnem jugovzhodu Črne gore. Pred izlivom se razdeli na dva rečna rokava, ki obkrožata otok Ada Bojana.

## Potek

### Reka v Albaniji
Nekoč je bila reka daljša, vendar je zaradi dviga gladine Skadrskega jezera najvišji del reke zdaj pod gladino jezera. Reka sprva teče proti vzhodu, vendar že po nekaj kilometrih doseže mesto Skader in zavije proti jugu. Na južnem obrobju mesta reka prejme svoj najpomembnejši pritok Drim, katerega večji del je postal njen pritok po spremembi toka med poplavo leta 1858 in zdaj prinaša več vode (352 m³/s) kot Bojana sama (320 m³/s). Ko teče okoli vrha Taraboš, gre skozi vasi Zues, Bërdicë, Darragjat, Oblikë, Obot, Shirq, Dajç in Goricë.

### Mejna reka in izliv
Po 20 kilometrih v Albaniji tvori mejo med Albanijo in Črno goro. Na tem mejnem odseku, ki je dolg 24 km, reka široko vijuga in teče okoli Šaškega jezera in Zogajskega blata, oba v Črni gori. Naselja ob reki so vasi Sveti Đorđe in Reč na črnogorski ter Luarzë in Pulaj na albanski strani. Območje, ki obdaja reko na tem odseku, je nizko in močvirno, Bojana pa je vzhodna meja Ulcinjskega polja in 12 kilometrov dolge Velike plaže v Ulcinju.
Bojana ob izlivu v Jadran tvori manjšo delto z dvema krakoma, pri čemer levi tvori mejo z Albanijo, desni pa z otokom med rokavi, ki je del Črne gore. Otok se imenuje Ada Bojana (Ada, turška beseda za 'otok', je našla pot v srbski jezik). Domnevno je nastal okoli ladijske razbitine v 19. stoletju, zdaj pa pokriva površino 6 km² in je največji otok v Črni gori. S sosednjim letoviščem Sveti Nikola je glavno središče nudizma ob Jadranu.
Drugi, manjši otok pripada Albaniji in se imenuje Otok Franca Jožefa ali Ada Major. Ta majhen otok ni umeten, kot je Ada Bojana, ampak naraven. Otok Franca Jožefa pogosto gosti turiste.

## Značilnosti
Reka ima veliko porečje s 5187 km². Skadrsko jezero, največje jezero v jugovzhodni Evropi, skoraj na morski gladini, se v bližini izliva vanjo in odmaka velik del Črne gore. Od Albanije in obmejnih dežel na vzhodu je njen glavni pritok Drim. Bojana je med vsemi pritoki Jadrana na drugem mestu (merjeno s povprečnim letnim pretokom) za Padom v Italiji. Njegov povprečni izpust je c. 1540 m³/s.
Je zelo plovna in po njej vozijo plovila, od motornih čolnov, kanalskih bark do velikih turističnih čolnov in tovornih bark za celinsko blago.